# Ньюэлл, Алекс
Алекс Ньюэлл (англ. Alex Newell, род. 20 августа 1992 года, Линн, Массачусетс, США) — американский актёр, певец и участник реалити-шоу.

## Карьера
В 2011 году принимал участие в первом сезоне телевизионного конкурса «The Glee Project», в котором занял второе место, получив в качестве приза эпизодическую роль в музыкальном сериале канала FOX «Хор». Его персонаж, трансгендерный вокалист хора Уэйд «Юник» Адамс впервые появился в серии «Glee-хорадка субботнего вечера» в третьем сезоне шоу 17 апреля 2012. В четвертом сезоне роль Ньюэлла становится повторяющейся, а в дальнейшем он присоединяется к основному актерскому составу, вместе с которым удостаивается номинации на Премию Гильдии киноактёров США. Первой работой Ньюэлла на большом экране стала трагикомедия «Географический клуб», получившая приз кинофестиваля «Outfest» и номинацию на GLAAD Media Award.
В октябре 2013 года артист подписал с лейблом «Atlantic Records» контракт на выпуск сольного альбома. В качестве певца, Ньюэлл выпустил треки совместно с Clean Bandit, Blonde и The Knocks. «This Ain't Over» — первый трек с его дебютного EP, под названием POWER, который был выпущен в 2016 году. Его карьера на Бродвее стартовала с роли Асаки в возрожденном мюзикле «Однажды на острове» в Circle in the Square Theater в 2018 году.
Он выступает на благотворительных концертах, особенно для проекта «Тревор», кампании по правам человека.

## Личная жизнь
Алекс Ньюэлл идентифицирует себя как гендерно-неконформный гей. Он совершил каминг-аут во время участия в шоу «The Glee Project».

## Дискография

### Мини-альбомы
| Power | - Выход: 19 февраля 2016 - Лейбл: Atlantic - Формат: Digital download | 4 | 11 |

### Синглы

#### Как главный исполнитель
| Название                                                                  | Год  | Высшая позиция       | Высшая позиция | Альбом                                   |
| Название                                                                  | Год  | US Dance/ Electronic | US Dance Club  | Альбом                                   |
| ------------------------------------------------------------------------- | ---- | -------------------- | -------------- | ---------------------------------------- |
| «Nobody to Love»                                                          | 2014 | —                    | —              | Power                                    |
| «Show Me Love» (with Matvey Emerson)                                      | 2015 | —                    | —              | Неальбомный сингл                        |
| «O Come, All Ye Faithful»                                                 | 2015 | —                    | —              | Tyler Oakley's Holiday Jams              |
| «This Ain’t Over»                                                         | 2016 | —                    | —              | Power                                    |
| «Basically Over You (B.O.Y.)»                                             | 2016 | —                    | —              | Power                                    |
| «Kill the Lights» (with DJ Cassidy and Jess Glynne featuring Nile Rogers) | 2016 | 15                   | 1              | Vinyl: The Essentials (Best of Season 1) |
| «Need Somebody»                                                           | 2016 | —                    | —              | Tyler Oakley’s Pride Jams                |
| «Keep it Moving»                                                          | 2016 | —                    | —              | Неальбомный сингл                        |
| «O Come All Ye Faithful» (Volac Remix)                                    | 2016 | —                    | —              | Неальбомный сингл                        |

### Избранное
| Название                                                      | Год  | Высшая позиция | Высшая позиция | Высшая позиция | Высшая позиция | Высшая позиция | Высшая позиция | Высшая позиция | Высшая позиция | Высшая позиция | Сертификации      | Альбом   |
| Название                                                      | Год  | UK             | UK Dance       | BEL (FL)       | BEL (Wa)       | HUN            | JAP            | IRE            | SCO            | US Pop         | Сертификации      | Альбом   |
| ------------------------------------------------------------- | ---- | -------------- | -------------- | -------------- | -------------- | -------------- | -------------- | -------------- | -------------- | -------------- | ----------------- | -------- |
| «Stronger» (Clean Bandit featuring Alex Newell and Sean Bass) | 2015 | 4              | 1              | —              | —              | 37             | 80             | 56             | 3              | —              | - BPI: Серебряный | New Eyes |
| «All Cried Out» (Blonde featuring Alex Newell)                | 2015 | 4              | 1              | 59             | 82             | —              | —              | 74             | —              | —              | - BPI: Золотой    | н/д      |
| «Collect My Love» (The Knocks featuring Alex Newell)          | 2015 | —              | —              | —              | —              | —              | —              | —              | —              | —              |                   | 55       |
| «Hands» (with various artists)                                | 2016 | —              | —              | —              | —              | —              | —              | —              | —              | —              |                   |          |

## Актёрские работы

### Фильмография
| Год       |   | Русское название            | Оригинальное название         | Роль          |
| --------- | - | --------------------------- | ----------------------------- | ------------- |
| 2012—2015 | с | Хор                         | Glee                          | Юник Адамс    |
| 2013      | ф | Географический клуб         | Geography Club                | Айк           |
| 2015      | с | Кураторы общаги             | Resident Advisors             | Морган        |
| 2019      | с | Империя                     | Empire                        | Hey Beautiful |
| 2020      | с | Необыкновенный плейлист Зои | Zoey's Extraordinary Playlist | Мо            |

### Театр
| Год       | Название представления | Оригинальное название | Примечания       |
| --------- | ---------------------- | --------------------- | ---------------- |
| 2017—2018 | Однажды на острове     | Once on This Island   | Дебют на Бродвее |

## Комментарии
1. ↑  "Stronger" did not enter the Ultratop 50, but peaked at number 79 on the Flemish Ultratip chart.
2. ↑  "Hands" did not enter the Mainstream Top 40, but peaked at number 30 on the Pop Digital Songs.